# TT103

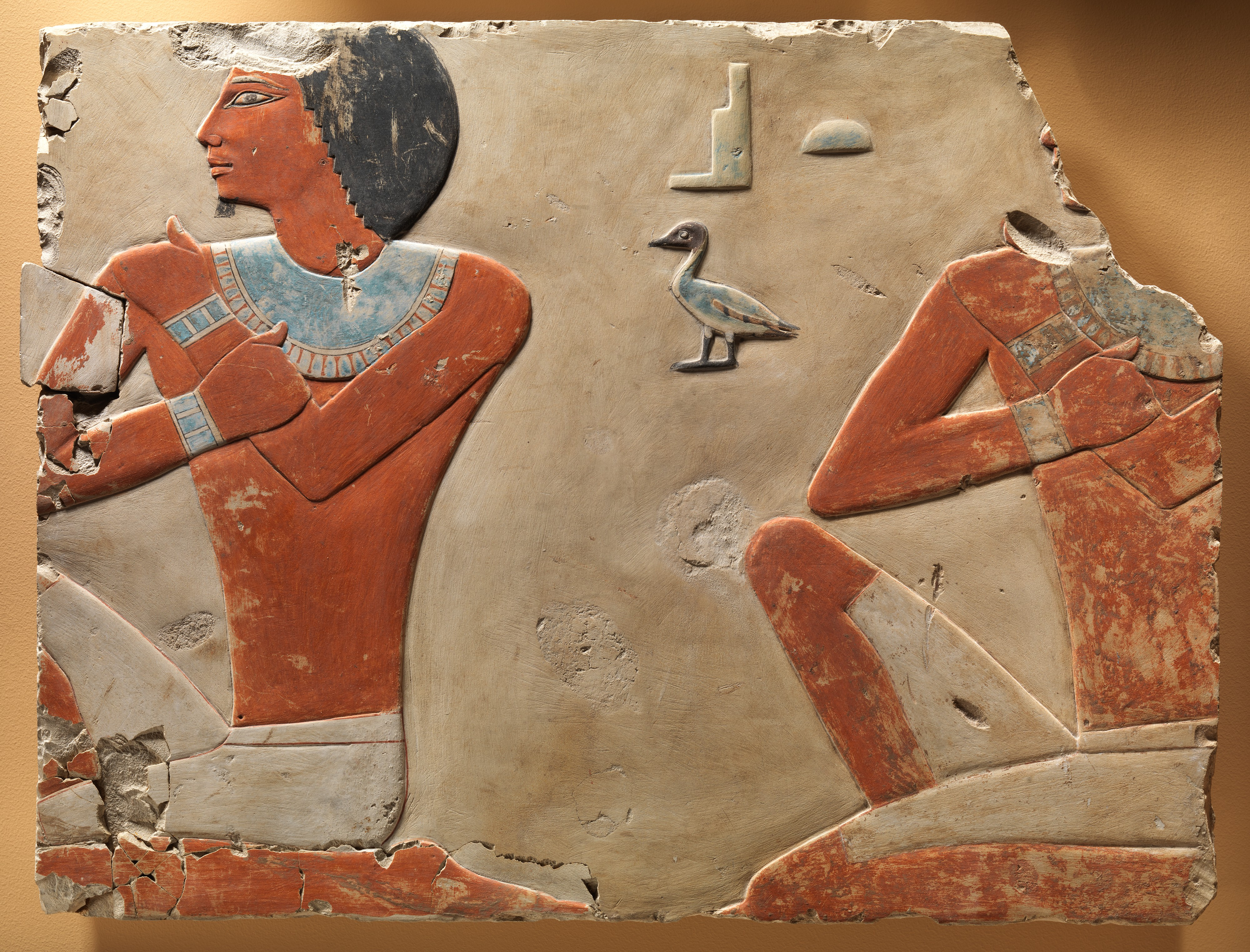
Rilievo con due ufficiali, o figli, del Visir Dagi (Metropolitan Museum, cat. MET DP322062)

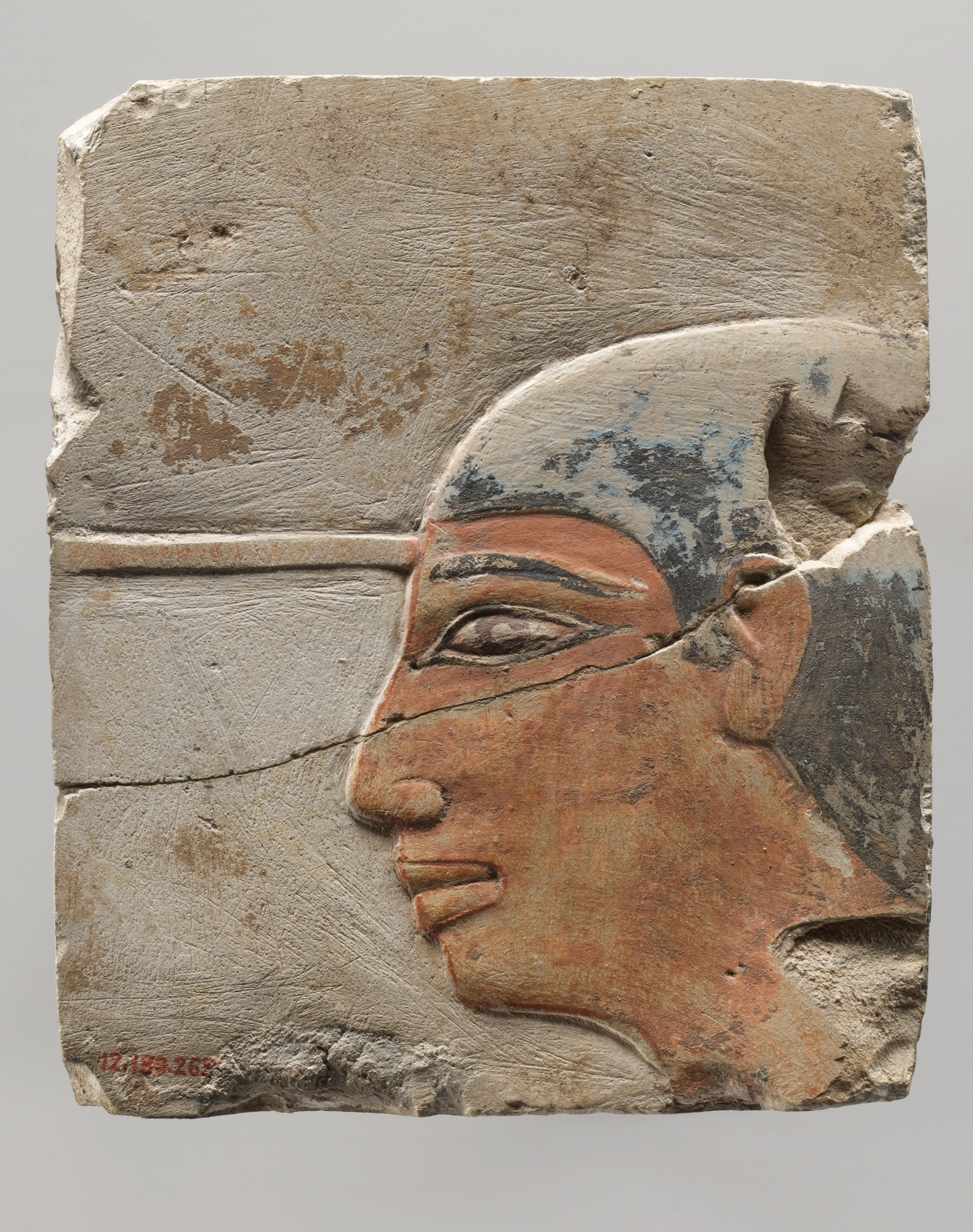
Rilievo della testa di uno Scriba (cat. MET DP234726)

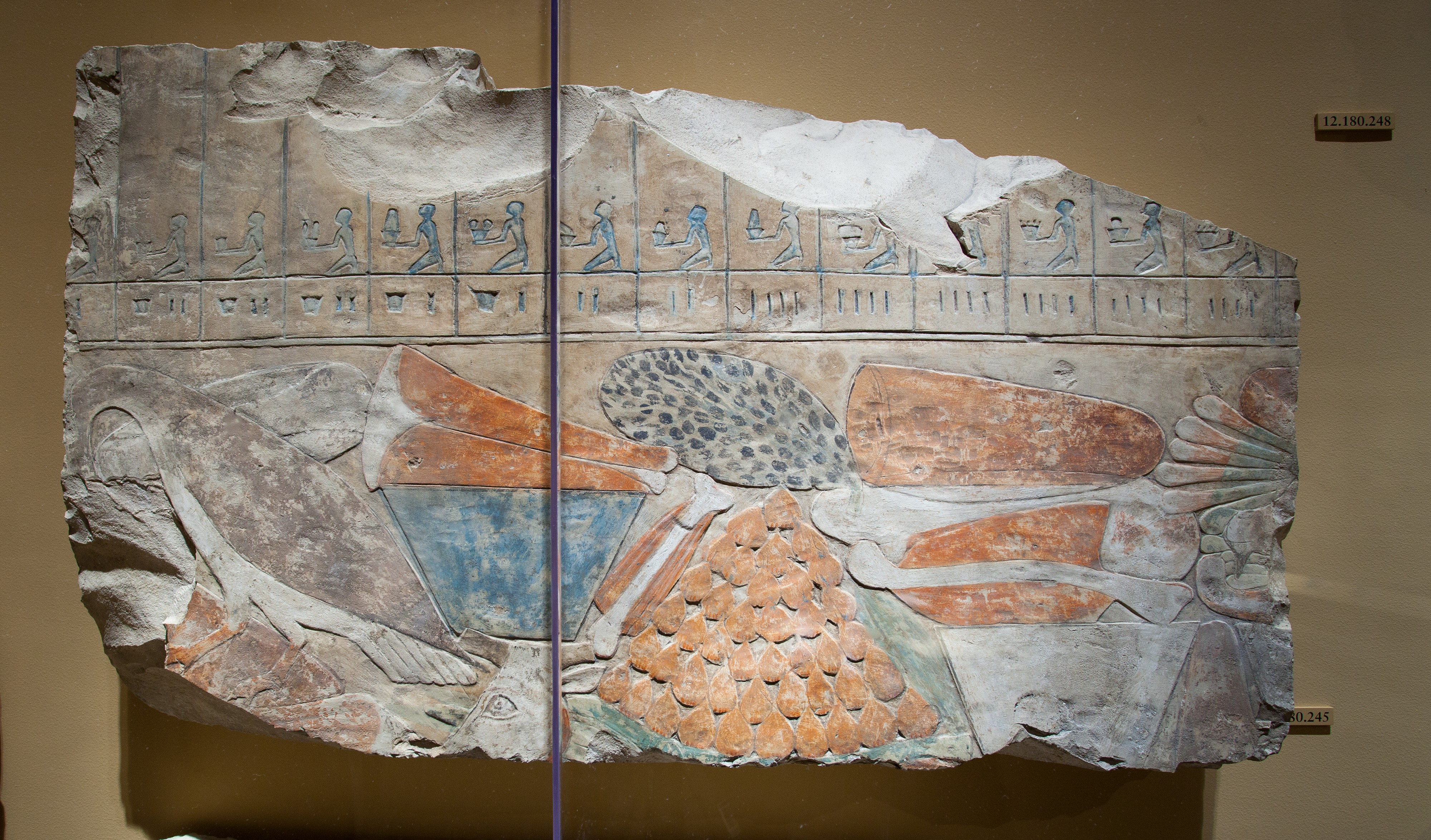
Frammento di rilievo rappresentante alcune offerte e parte di una lista di offerte (cat. MET 12.180.245 3162)

TT103 (Theban Tomb 103) è la sigla che identifica una delle Tombe dei Nobili ubicate nell’area della cosiddetta Necropoli Tebana, sulla sponda occidentale del Nilo dinanzi alla città di Luxor, in Egitto. Destinata a sepolture di nobili e funzionari connessi alle case regnanti, specie del Nuovo Regno, l'area venne sfruttata, come necropoli, fin dall'Antico Regno e, successivamente, sino al periodo Saitico (con la XXVI dinastia) e Tolemaico.

## Titolare
TT103 era la tomba di:
| Titolare | Titolo                          | Necropoli           | Dinastia/Periodo | Note                                                           |
| -------- | ------------------------------- | ------------------- | ---------------- | -------------------------------------------------------------- |
| Dagi     | Governatore della Città e visir | Sheikh Abd el-Qurna | XI dinastia      | versante nord-est della collina; non lontana da Deir el-Bahari |

## Biografia
Unica notizia biografica ricavabile dai dipinti parietali il nome della madre, o forse della moglie: Maetnemti.

## La tomba
È una delle tombe più antiche della Necropoli tebana giacché risale alla fine dell'XI dinastia.
L'accesso si apre in un portico con pilastri in cui i dipinti sono pesantemente danneggiati; è possibile tuttavia identificare (1 in planimetria) scene di raccolta dell'uva e di innaffiamento delle colture; (2) il defunto che lascia la tomba; (3) preparazione di fibre per la tessitura; (4) uomini in canoa che accompagnano bestiame che attraversa un fiume nel quale si intravedono coccodrilli; (5) animali selvatici recati al defunto e (6) il defunto (?) che osserva scene di pesca e caccia; (7 - 8) scene di pellegrinaggio ad Abido; (9) donne intente alla filatura del cotone; (10) immagazzinamento del grano; (11) preparazione della birra e di cibi; (12) scene di cottura di pagnotte al forno; (13) offerte recanti il nome del defunto; (14) in due scene, il defunto ispeziona alcuni portatori di offerte e il defunto con la madre (?) che registrano i beni probabilmente su una bilancia non più leggibile; (15) uomini con una portantina (?); (16) uomini che accendono fuochi; (17) preparazione di un letto (?).

### Reperti musealizzati
presso il Museo Egizio del Cairo:
- sarcofago (cat. 28024);
- resti di una barca (cat. 48848);

frammenti di dipinti parietali presso il Metropolitan Museum of Art di New York:
- due frammenti contigui recanti numeri (cat. 12.180.241 e 12.180.249);
- prete lettore e offerenti (cat. 12.180.242 e 12.180.244);
- due uomini seduti a terra (cat. 12.180.243);
- lista di offerte (cat. 12.180.245);
- spalle del defunto (?) (cat. 12.180.246).

### Annotazioni
1. ↑  La numerazione dei locali e delle pareti segue quella di Porter e Moss 1927, pp. 216-217.
2. ↑  La prima numerazione delle tombe, dalla numero 1 alla 253, risale al 1913 con l’edizione del "Topographical Catalogue of the Private Tombs of Thebes" di Alan Gardiner e Arthur Weigall. Le tombe erano numerate in ordine di scoperta e non geografico; ugualmente in ordine cronologico di scoperta sono le tombe dalla 253 in poi.
3. ↑  I campi della Duat, ovvero l'aldilà egizio, si trovavano, secondo le credenze, proprio sulla riva occidentale del grande fiume.
4. ↑  Nella sua epoca di utilizzo, l'area era nota come "Quella di fronte al suo Signore" (con riferimento alla riva orientale, dove si trovavano le strutture dei Palazzi di residenza dei re e i templi dei principali dei) o, più semplicemente, "Occidente di Tebe".
5. ↑  le Tombe dei Nobili, benché raggruppate in un'unica area, sono di fatto distribuite su più necropoli distinte.
6. ↑  Le note, sovente di inquadramento topografico della tomba, sono tratte dal "Topographical Catalogue" di Gardiner e Weigall, ed. 1913 e fanno perciò riferimento alla situazione dell'epoca.

### Fonti
1. ↑  Gardiner e Weigall 1913.
2. ↑  Donadoni 1999,  p. 115.
3. 1 2  Porter e Moss 1927,  p. 216.
4. ↑  Gardiner e Weigall 1913, pp. 26-27.
5. ↑  Porter e Moss 1927,  pp. 216-217.
6. 1 2  Porter e Moss 1927,  p. 217.